# VFF Cup
La Copa de la Federación de Fútbol de Vietnam o VFF Cup es un torneo anual de fútbol organizado en Vietnam por la Federación de Fútbol de Vietnam. El torneo se lleva a cabo en el Estadio Nacional Mỹ Đình en Hanói.

## Palmarés
| Año  |                                        |                                        |                                        |                                        |
| Año  | Campeón                                | Subcampeón                             | Tercer lugar                           | Cuarto lugar                           |
| ---- | -------------------------------------- | -------------------------------------- | -------------------------------------- | -------------------------------------- |
| 2004 | Porto B                                | Vietnam                                | Santa Cruz                             | Tailandia XI                           |
| 2005 | Vietnam sub-23                         | Tailandia sub-23                       | Japón sub-20                           | Malaysia sub-23                        |
| 2006 | Tailandia                              | Vietnam                                | Nueva Zelanda                          | Baréin sub-21                          |
| 2007 | Uzbekistán sub-23                      | Finlandia sub-23                       | Vietnam sub-23                         | Zimbabue sub-23                        |
| 2008 | Tailandia                              | Vietnam                                | Corea del Norte                        | -                                      |
| 2009 | Vietnam sub-23                         | China sub-23                           | Tailandia sub-23                       | Singapur sub-23                        |
| 2010 | Corea del Norte                        | Singapur                               | South Korea University Selection       | Vietnam                                |
| 2011 | Uzbekistán sub-23                      | Vietnam sub-23                         | Malaysia sub-23                        | Birmania sub-23                        |
| 2012 | South Korea University Selection       | Turkmenistán                           | Vietnam                                | Laos                                   |
| 2018 | Vietnam sub-23                         | Palestina sub-23                       | Uzbekistán sub-23                      | Omán sub-23                            |
| 2021 | Cancelada por la Pandemia de COVID-19. | Cancelada por la Pandemia de COVID-19. | Cancelada por la Pandemia de COVID-19. | Cancelada por la Pandemia de COVID-19. |
| 2022 | Vietnam                                | India                                  | Singapur                               |                                        |

## Títulos por selección
| Club                             | Campeón | Subcampeón | Temp. Campeón          | Temp. Subcampeón       |
| -------------------------------- | ------- | ---------- | ---------------------- | ---------------------- |
| Vietnam sub-23 / Vietnam         | 4       | 4          | 2005, 2009, 2018, 2022 | 2004, 2006, 2008, 2011 |
| Tailandia / Tailandia sub-23     | 2       | 1          | 2006, 2008             | 2005                   |
| Uzbekistán sub-23                | 2       | 0          | 2007, 2011             | ---                    |
| Corea del Norte                  | 1       | 0          | 2010                   | ---                    |
| Porto B                          | 1       | 0          | 2004                   | ---                    |
| South Korea University Selection | 1       | 0          | 2012                   | ---                    |
| Finlandia sub-23                 | 0       | 1          | ---                    | 2007                   |
| China sub-23                     | 0       | 1          | ---                    | 2009                   |
| Singapur sub-23                  | 0       | 1          | ---                    | 2010                   |
| Turkmenistán                     | 0       | 1          | ---                    | 2012                   |
| Palestina sub-23                 | 0       | 1          | ---                    | 2018                   |